# Down in Paris
Pour plus de détails, voir Fiche technique et Distribution.
Down in Paris est un film français réalisé par Antony Hickling et sorti en 2021.

## Synopsis
En plein tournage de son nouveau film, Richard, la quarantaine, quitte brusquement le plateau. Désemparé et perdu, il erre alors toute la nuit dans Paris. De lieu en lieu, au gré de rencontres familières ou singulières, il cherche des réponses à son angoisse et sa crise artistique,,.

## Fiche technique
- Titre original : Down in Paris
- Réalisation : Antony Hickling
- Scénario : Antony Hickling, Pierre Guiho, Raphaël Bouvet
- Photographie : Yann Gadaud
- Son : Mathieu Orban
- Musique : Loki Starfish, Léonard Lasry
- Costumes : Guenièvre Lafarge
- Montage : Yannis Polinacci
- Production : Elise Petrovic
- Société de production : H&A Films
- Sociétés de distribution : Optimale (France), TLA Releasing (États-Unis)
- Pays de production : France
- Durée : 102 minutes
- Dates de sortie : 
  - États-Unis : 23 septembre 2021 (Out on Film (en), Atlanta)
  - France : 2 mars 2022

## Distribution
- Antony Hickling : Richard Barlow
- Dominique Frot : Samantha
- Jean-Christophe Bouvet : Robert
- Manuel Blanc : Mathias
- Thomas Laroppe : Tom
- Claudius Pan : Damien
- Nina Bakhshayesh : Elizabeth
- Raphaël Bouvet : Frédéric

## Distinctions
- Down in Paris remporte le prix du: Meilleur réalisateur, Queer international Film Festival, Playa del Carmen, Mexique, Nov 2022 [4]
- Down in Paris remporte le prix du: Meilleur réalisateur pour un long métrage (international), Yellowstone International Film Festival, Delhi, India, Octobre 2022 [5]
- Down In Paris remporte le prix du meilleur long métrage lors du 39e Reeling : The Chicago LGBTQ+ International Film Festival OCT 2021[6],[7].
- Antony Hickling pour Down In Paris  remporte le prix Kim Renders Memorial Award for Outstanding Performance pour Reelout Queer Film Festival, Canada Feb 2022 [8]
- Down In Paris a obtenu la Recommandation Art et Essai de l'Association française des cinémas d'art et d'essai, 24 février 2022| date =  24 février 2022[9].